# Лейк-Форест (Калифорния)

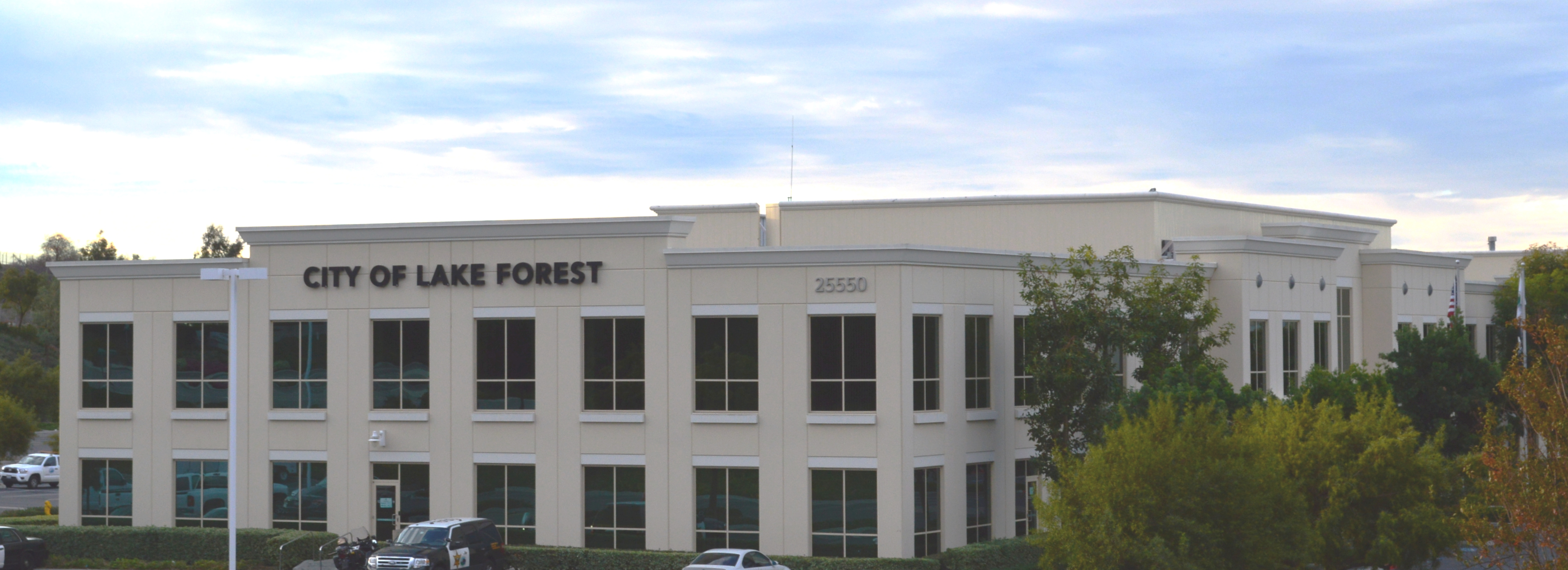
Администрация Лейк-Фореста

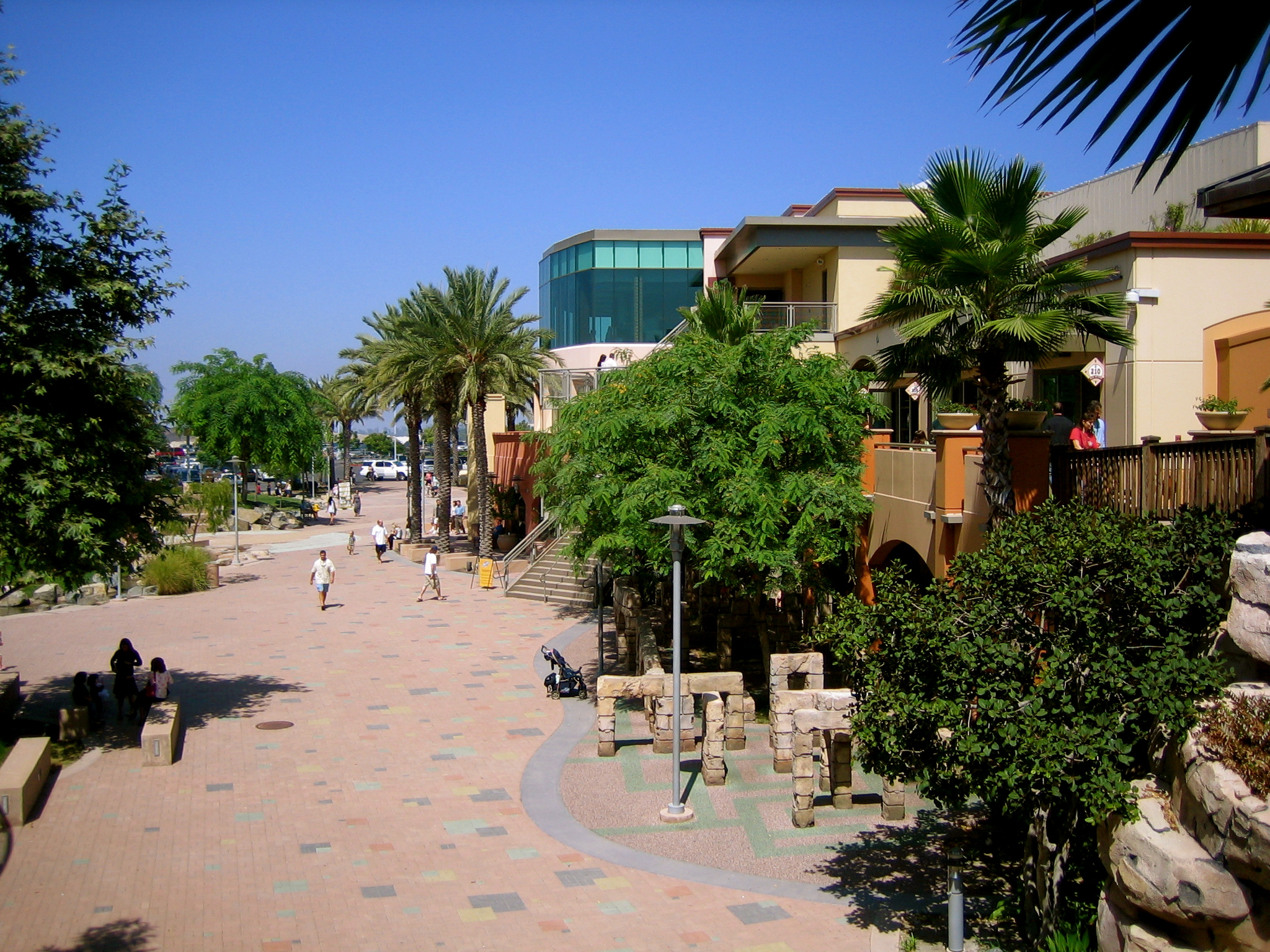
Территория церкви Седдлбек-черч

Лейк-Форест (англ. Lake Forest) — город в округе Ориндж штата Калифорния. Население ― 85 858 человек (2020).

## История
Поселение Эль-Торо было основано в 1863 году. 20 декабря 1991 года населённый пункт Эль-Торо был переименован в Лейк-Форест. Тогда же он получил статус города. После голосования, проведённого в 2000 году, площадь Лейк-Фореста увеличилась ― в состав города были включены небольшие поселения Футхилл-Ранч и Портола-Хиллз, находящиеся к северо-востоку от его центра.

## География
В черте города располагаются два искусственных озера и эвкалиптовый лес, посаженный Дуайтом Уайтингом в первом десятилетии XX века.

## Население
| Год переписи                          | Нас.  |       | %±    |
| ------------------------------------- | ----- | ----- | ----- |
| 2000                                  | 58707 |       | —     |
| 2010                                  | 77264 |       | 31,6% |
| 2018                                  | 85623 | [ 2 ] | 10,8% |
| 2000–2018 Десятилетняя перепись в США |       |       |       |

Согласно переписи 2010 года, в городе проживало 77 264 человека в 26 224 домохозяйствах в составе 19 612 семей. Плотность населения составила 1666 человек/км².
Расовый состав населения:
- 70,3 % белых
- 13,1 % азиатов
- 1,7 % чёрных или афроамериканцев
- 0,5 % коренных американцев
- 0,2 % выходцев с тихоокеанских островов
- 9,4 % лиц других рас

Доля испаноязычных составила 24,6 % всех жителей.
По возрастному диапазону население распределялось следующим образом: 24,7 % ― лица младше 18 лет, 66,1 % ― лица в возрасте 18-64 лет, 9,2 % ― лица в возрасте 65 лет и старше. Средний возраст жителя составил 37,2 лет. На 100 женщин в городе приходилось 98,7 мужчины.
Средний доход на одно домашнее хозяйство составил 111 678 долларов США (медиана — 91 254), а средний доход на одну семью — 124 170 долларов (медиана — 108 782). Средний доход составил 69 741 доллар у мужчин и 52 559 долларов у женщин. За чертой бедности находилось 7,4 % человек, из них 8,2 % детей в возрасте до 18 лет и 6,8 % человек в возрасте 65 лет и старше.
Трудоустроенное население составляло 43 502 человека. Основные сферы занятости: образование, здравоохранение и социальная помощь — 18,9 %, наука — 13,9 %, производство — 13,0 %.

## Транспорт
Через Лейк-Форест проходит трасса I-5.

## Культура
В Лейк-Форесте располагается самая большая церковь Калифорнии ― Седдлбек-черч.

## Известные жители
- Аренадо, Нолан ― профессиональный бейсболист